# Famille Soós
Soós de Sóvári est le patronyme d'une ancienne famille de la noblesse hongroise.

## Histoire
Issue du clan Baksa, la famille descend de György Baksa (fl. 1271-1303).

## Membres
- László Soós (fl. ?-1350/52), fils de János et petit-fils du précédent, maître des Intendants de la reine (asztalnokmester).
- László Soós, grand-doyen (főesperes) de Nógrád (1399), prévôt de Titel (1401).
- István Soós (fl. 1410-1466), főispán du comté de Sáros, soldat de la Cour.
- György Soós (fl. 1413-1452), commandant de la forteresse de Pozsony (várnagy) puis főispán de Sáros et Pozsony.
- István Soós, alispán de Abaúj (1471-1479).
- Albert Soós (fl. 1597), alispán de Zemplén.
- István Soós, alispán (1597), il est fait prisonnier par le général impérial Christof von Teuffenbach.
- János Soós, alispán de Sáros (1647).
- László Soós (fl. 1718-1734), alispán de Abaúj.